# Deutsch Ossig
Deutsch-Ossig ist eine Wüstung in der Nähe der Stadt Görlitz am Berzdorfer See im Osten Sachsens in der Nähe der Grenze zu Polen.

## Geschichte
Im Jahr 1347 findet im ältesten Görlitzer Stadtbuch schon ein pfarrer von der duczhen ossek Erwähnung. Der Ortsname leitet sich – ebenso wie etwa Wulki Wosyk (Großhänchen) oder Oschatz – vom altsorbischen *Osěk für eine Rodungssiedlung, eine ausgehauene Stelle im Wald oder einen Verhau, ab. Der erste Namensteil dient der Unterscheidung vom unweit gelegenen Wendisch Ossig, heute polnisch Osiek Łużycki.

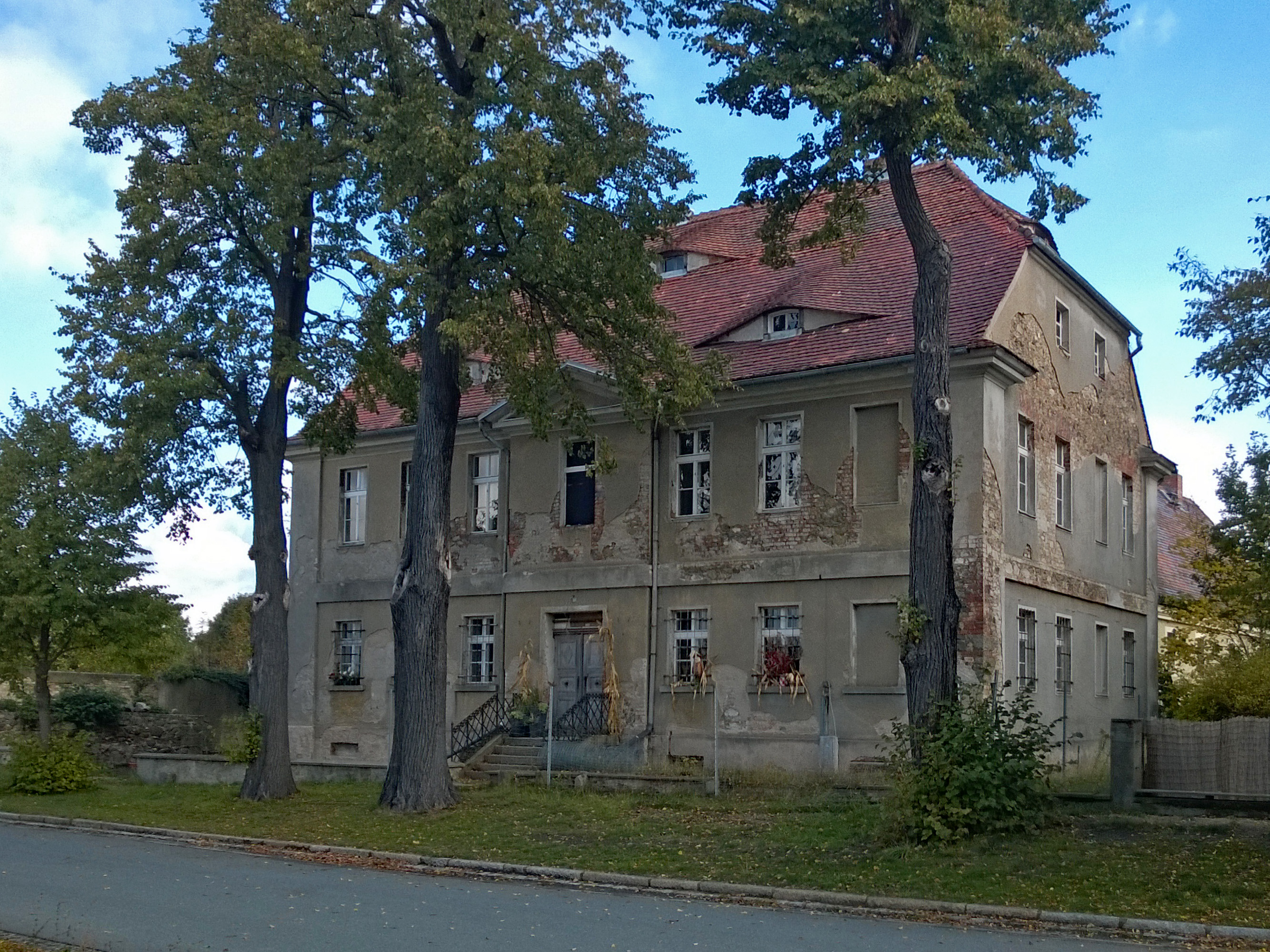
Ehemaliges Pfarrhaus

Der Ort wurde 1988 entsiedelt und musste zu großen Teilen einem Braunkohletagebau weichen. Der Großteil des alten Dorfes wurde zerstört, darunter auch historisch wertvolle Gebäude und verschiedene Bauernhäuser in Fachwerkbauweise. Am 1. Januar 1974 wurde Klein Neundorf ein Ortsteil von Deutsch-Ossig. Das Dorf hatte in den 1980er Jahren 110 Einwohner. Klein Neundorf gehört heute zur Stadt Görlitz.
Am 1. Januar 1994 wurde die Gemeinde Deutsch-Ossig bei der Kreisreform in die Stadt Görlitz eingemeindet.
Die alte Dorfkirche wurde in den 1980er Jahren abgebaut und unter Verwendung geborgener Bauteile als Hoffnungskirche im Stadtteil Görlitz-Königshufen wieder errichtet. Geweiht wurde sie am 1. Juni 1998.
Mit dem Ende des Tagebaus und der Revitalisierung der Landschaft ist es geplant, die alte Ortslage Deutsch-Ossig wieder entstehen zu lassen und die noch vorhandenen Gebäude teilweise in die neue Nutzung einfließen zu lassen.

## Söhne und Töchter der Gemeinde
- Helmut Anders (1928–1985), Rechtswissenschaftler und Historiker
- Paul Jannasch (1841–1921), Professor der Chemie (Göttingen, Heidelberg)